# Microepidendrum subulatifolium
Microepidendrum subulatifolium là một loài thực vật có hoa trong họ Lan. Loài này được (A.Rich. & Galeotti) W.E.Higgins mô tả khoa học đầu tiên năm 2002.